# Jorge Luis Maiorano
Jorge Luis Maiorano (Buenos Aires, 6 de marzo de 1947) es un abogado, profesor y expolítico argentino. Fue ministro de Justicia entre 1992 y 1994 durante la presidencia de Carlos Menem. Fue el primer Defensor del Pueblo del país, órgano que se incorporó a la Constitución de la Nación Argentina tras la Reforma Constitucional de 1994.
Ha sido también presidente del Instituto Internacional del Ombudsman. En la actualidad compagina su actividad como profesor de Derecho administrativo con la consultoría privada.

## Biografía
Obtuvo el título de Abogado en 1971 con Diploma de Honor en la universidad del Salvador, Buenos Aires y luego en 1976 se recibió de Abogado Especializado en Derecho Administrativo, profundizado en la facultad de Derecho de la universidad de Buenos Aires. Se doctoró en 1986 en la universidad del Salvador con su tesis El Ombudsman: Defensor del Pueblo y de las instituciones republicanas.
Fue asesor del Senado de la Nación entre 1983 y 1989. Entre 1992 y 1994 ejerció como ministro de Justicia. Tras dejar este cargo, el 17 de octubre de 1994 se convirtió en el primer Defensor del Pueblo de la Nación hasta el 17 de octubre de 1999.
Desde entonces se dedica a la docencia universitaria. Ha dado también numerosas conferencias y ha realizado algunas publicaciones.